# キャベツスープ

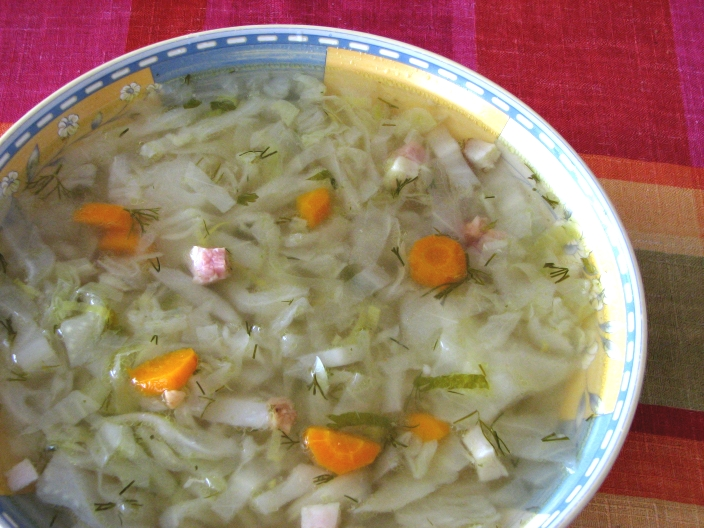
キャベツスープ

キャベツスープは、キャベツを主な材料とする野菜スープである。

## シチー
シチーは代表的なロシア料理であり、キャベツやスイバ、ホウレンソウ、ザワークラウトなどから作られる。シチーの一種としてボルシチがある。

## カプスニャク
ポーランドにはザワークラウトのほか、タマネギ、ジャガイモ、豚肉などを用いたカプスニャクと呼ばれるキャベツスープがある。豚肉が柔らかくなるまで煮込むものや、ニンジンとタマネギをすりおろしてスープに溶け込ませるものなどがある。

## ザワークラウトスープ
ラトビアの多くの地域で作られるザワークラウトスープ（ラトビア語: skābu kāpostu zupa）は、通常ジャガイモ、ニンジン、挽き割り穀物が用いられている。ラトガレ地方では刻んだベーコンが加えられる。

## カルド・ヴェルデ
カルド・ヴェルデはポルトガルの代表的なスープで、キャベツの外葉やケールなどの野菜を用いて作られる。

## コールズッペ
ドイツにおけるキャベツスープはコールズッペと呼ばれている。

## キャベツスープダイエット
キャベツスープダイエットは、7日間にわたって自家製のキャベツスープを1日に3回または4回摂取し、その他は限定された食品を特定の日に決められた量だけ摂取するというダイエットである。脂肪がほとんどないことから、大量に食べても満腹感を得られず、代謝を制御するホルモンであるレプチンが減少し、リバウンドしやすいというデメリットがある。